# 黑厣玉螺
黑厣玉螺（学名：Natica melanoperculata），是异足目玉螺科玉螺属的一种。主要分布于中国大陆，常栖息在潮间带。